# Горње Црнатово
Горње Црнатово је насеље у Србији у општини Житорађа у Топличком округу. Према попису из 2022. било је 262 становника (према попису из 1991. било је 408 становника).

## Демографија
У насељу Горње Црнатово живи 308 пунолетних становника, а просечна старост становништва износи 44,5 година (45,0 код мушкараца и 44,0 код жена). У насељу има 96 домаћинстава, а просечан број чланова по домаћинству је 2,79.
Ово насеље је углавном насељено Србима (према попису из 2002. године), а у последња три пописа, примећен је пад у броју становника.
|  |

| Демографија | Демографија | Демографија |
| Година      | Становника  | Становника  |
| ----------- | ----------- | ----------- |
| 1948.       | 550         |             |
| 1953.       | 576         |             |
| 1961.       | 579         |             |
| 1971.       | 562         |             |
| 1981.       | 528         |             |
| 1991.       | 408         | 408         |
| 2002.       | 391         | 404         |
| 2011.       | 347         |             |
| 2022.       | 262         |             |

| Етнички састав према попису из 2002.‍ | Етнички састав према попису из 2002.‍ | Етнички састав према попису из 2002.‍ | Етнички састав према попису из 2002.‍ | Етнички састав према попису из 2002.‍ |
| ------------------------------------ | ------------------------------------ | ------------------------------------ | ------------------------------------ | ------------------------------------ |
|                                      |                                      |                                      |                                      |                                      |
| Срби                                 | Срби                                 |                                      | 336                                  | 85,93%                               |
| Роми                                 | Роми                                 |                                      | 42                                   | 10,74%                               |
| непознато                            | непознато                            |                                      | 13                                   | 3,32%                                |

| Година пописа     | 1948. | 1953. | 1961. | 1971. | 1981. | 1991. | 2002. |
| ----------------- | ----- | ----- | ----- | ----- | ----- | ----- | ----- |
| Број домаћинстава | 78    | 90    | 103   | 115   | 137   | 132   | 120   |

| Број чланова      | 1  | 2  | 3  | 4  | 5  | 6  | 7 | 8 | 9 | 10 и више | Просек |
| ----------------- | -- | -- | -- | -- | -- | -- | - | - | - | --------- | ------ |
| Број домаћинстава | 18 | 34 | 21 | 20 | 10 | 10 | 4 | 3 | 0 | 0         | 3,26   |

| Пол    | Укупно | Неожењен/Неудата | Ожењен/Удата | Удовац/Удовица | Разведен/Разведена | Непознато |
| ------ | ------ | ---------------- | ------------ | -------------- | ------------------ | --------- |
| Мушки  | 170    | 37               | 113          | 15             | 5                  | 0         |
| Женски | 148    | 8                | 112          | 26             | 2                  | 0         |
| УКУПНО | 318    | 45               | 225          | 41             | 7                  | 0         |

| Пол    | Укупно                    | Пољопривреда, лов и шумарство | Рибарство                            | Вађење руде и камена | Прерађивачка индустрија       |
| ------ | ------------------------- | ----------------------------- | ------------------------------------ | -------------------- | ----------------------------- |
| Мушки  | 100                       | 63                            | 0                                    | 0                    | 10                            |
| Женски | 62                        | 55                            | 0                                    | 0                    | 2                             |
| УКУПНО | 162                       | 118                           | 0                                    | 0                    | 12                            |
| Пол    | Производња и снабдевање   | Грађевинарство                | Трговина                             | Хотели и ресторани   | Саобраћај, складиштење и везе |
| Мушки  | 0                         | 7                             | 0                                    | 0                    | 6                             |
| Женски | 0                         | 1                             | 1                                    | 1                    | 1                             |
| УКУПНО | 0                         | 8                             | 1                                    | 1                    | 7                             |
| Пол    | Финансијско посредовање   | Некретнине                    | Државна управа и одбрана             | Образовање           | Здравствени и социјални рад   |
| Мушки  | 0                         | 0                             | 8                                    | 1                    | 1                             |
| Женски | 0                         | 0                             | 0                                    | 0                    | 0                             |
| УКУПНО | 0                         | 0                             | 8                                    | 1                    | 1                             |
| Пол    | Остале услужне активности | Приватна домаћинства          | Екстериторијалне организације и тела | Непознато            | Непознато                     |
| Мушки  | 1                         | 0                             | 0                                    | 3                    | 3                             |
| Женски | 0                         | 0                             | 0                                    | 1                    | 1                             |
| УКУПНО | 1                         | 0                             | 0                                    | 4                    | 4                             |